# كاوري ساكاموتو
كاوري ساكاموتو (باليابانية: 坂本花織؛ بالكانا: さかもと かおり) هي متزلجة فنية يابانية، ولدت في 9 أبريل 2000 في كوبه في اليابان.

## وصلات خارجية
- كاوري ساكاموتو على موقع الاتحاد الدولي للتزلج (الإنجليزية)
- كاوري ساكاموتو على موقع اللجنة الأولمبية الدولية (الإنجليزية)
- كاوري ساكاموتو على موقع أوليمبيديا (الإنجليزية)